# 리히텐슈타인 후녀 타차나
리히텐슈타인 후녀 타차나(Princess Nora of Liechtenstein, 1973년 4월 10일 ~ )는 리히텐슈타인의 후녀이다. 리히텐슈타인의 후작 한스아담 2세와 브히니츠와 테타우 백작부인 마리 킨스키의 3남 1녀 중 장녀이다.